# The Mountain Goats
A The Mountain Goats amerikai rockegyüttes, amelyet John Darnielle alapított a kaliforniai Claremont-ban, 1991-ben. Az évek alatt az észak-karolinai Durhambe tették át székhelyüket. A Mountain Goats sokáig Darnielle egyszemélyes projektjének számított. Továbbra is ő az együttes fő tagja, de több zenésszel is dolgozott.
A Mountain Goats az 1990-es években "lo-fi" zenét készített, amelyeket Darnielle otthon rögzített. 2002 óta sokkal tisztább, kifinomultabb hangzásvilággal rendelkeznek, és teljes jogú zenekarként készítenek lemezeket. Későbbi albumaik az indie rock, folk rock és indie folk műfajokba sorolhatóak. A zenekar neve utalás Screamin' Jay Hawkins "Yellow Coat" című dalára.

## Tagok
- John Darnielle – ének, gitár, billentyűk
- Peter Hughes – basszusgitár, vokál
- Jon Wurster – dob
- Matt Douglas – furulya, szaxofon, klarinét, gitár, billentyűk, vokál

### Korábbi tagok
- Rachel Ware – basszusgitár, ének (1992–1995)
- The Bright Mountain Choir (Rachel Ware, Amy Piatt, Sarah Arslanian, Roseanne Lindley)
- The North Mass Mountain Choir
- Franklin Bruno – zongora
- Lalitree Darnielle – bendzsó
- Alastair Galbraith – hegedű
- Graeme Jefferies – gitár
- John Vanderslice
- Erik Friedlander – cselló
- Owen Pallett
- Scott Solter
- Alex Decarville
- Richard Colburn – dob
- Christopher McGuire – dob
- Nora Danielson – hegedű
- Maggie Doyle – keytar (gitár-szintetizátor keverék hangszer)
- Kaki King
- Yuval Semo[5] – orgona, zongora, húros hangszerek

## Diszkográfia
- Zopilote Machine (1994)
- Sweden (1995)
- Nothing for Juice (1996)
- Full Force Galesburg (1997)
- The Coroner's Gambit (2000)
- All Hail West Texas (2002)
- Tallahassee (2002)
- We Shall All Be Healed (2004)
- The Sunset Tree (2005)
- Get Lonely (2006)
- Heretic Pride (2008)
- The Life of the World to Come (2009)
- All Eternals Deck (2011)
- Transcendental Youth (2012)
- Beat the Champ (2015)
- Goths (2017)
- In League with Dragons (2019)
- Songs for Pierre Chuvin (2020)
- Getting Into Knives (2020)
- Dark in Here (2021)